# Emanuelle e Lolita
Emanuelle e Lolita (Candide Lolita) è un film del 1978, diretto da Henri Sala.

## Trama
Emanuelle è una donna d'affari francese che si reca in un Paese dell'Estremo Oriente per lavoro. Là intreccia due piccanti relazioni: una con un pilota di elicotteri e l'altra con un affarista orientale, dal quale vuole ottenere alcuni favori. Tra essi viene a inserirsi Thiwa, una giovane del luogo ribattezzata Lolita per il suo comportamento che, impietosendo Emanuelle, va a vivere a casa sua e intreccia a sua volta una relazione con entrambi gli uomini. In realtà, la sua è una forma d'invidia verso Emanuelle, bella, ricca e occidentale.